# 2006-07년 UEFA컵
2006-07년 UEFA컵(2006-07 UEFA Cup)은 36번째 UEFA컵 대회이다. 이 대회의 결승전은 2007년 5월 16일, 스코틀랜드의 글래스고에 위치한 햄던 파크에서 열렸고, 세비야와 에스파뇰 간에 열렸다. 전후반, 연장전까지 2-2로 마치고 승부차기에서 세비야가 3-1로 승리하며 2회 연속 우승을 하였다. 세비야의 이번 2회 연속 우승은 1985년과 1986년 대회를 연속 우승한 레알 마드리드 이후 최초이다.

## 이슈

### 이탈리아 승부조작 스캔들
2006년의 세리에 A에서 승부조작 스캔들로 유럽 대회에 출전하는 팀에 주요한 변화가 있었다. 원래는 컵 대회 우승 팀에게 주어지는 자리는 코파 이탈리아 우승 팀인 FC 인테르나치오날레 밀라노에게 주어졌지만, 인테르가 상위 4위 안에 듦으로써 챔피언스리그에 진출하게 되자, 이 자리는 준우승 팀인 AS 로마가 출전하게 되어 있었다. 나머지 두 장은 라치오와 키에보가 차지했었다.
그러나 라치오를 비롯하여 챔피언스리그 진출팀인 유벤투스, 밀란, 피오렌티나가 스캔들과 관련되었다는 죄목으로 6월 22일에 공식적으로 기소되었다.
7월 14일, 스캔들에 연루된 네 클럽은 이탈리아 법원과 이탈리아 축구 협회로부터 유죄판결을 받았다. 이 결과는 7월 25일에 발표되었고, 이 결과는 UEFA컵에도 영향을 미쳤다.
- 라치오는 유럽 대회 출전이 금지되었다.
- 로마와 키에보는 챔피언스리그로 진출하게 되었다.
- 팔레르모, 리보르노, 파르마가 UEFA컵에 진출하게 되었다.

### 그리스 축구 협회
FIFA는 그리스 정부가 그리스의 스포츠 당국에 대한 지배권을 주는 법을 통과시킨 뒤에 이를 "스포츠의 정치적 간섭"이라고 여겨 2006년 7월 3일부터 모든 국제 대회 출전을 중지시켰다. FIFA의 반대로 인해 법이 수정된 후에, 7월 12일에 FIFA는 그리스 축구 협회에 내린 징계를 원상태로 돌렸다. 그리스 정부는 이에 대한 대답으로 그리스 축구 협회에 자금을 제공하는 것을 모두 중지하였다.

## 예선전

### 1차 예선전
1차전은 2006년 7월 13일에 열렸고, 2차전은 7월 27일에 열렸다.
| 팀 1                      | 합계             | 팀 2                | 1차전            | 2차전            |
| 남부-지중해 지역          | 남부-지중해 지역 | 남부-지중해 지역    | 남부-지중해 지역 | 남부-지중해 지역 |
| ------------------------- | ---------------- | ------------------- | ---------------- | ---------------- |
| 바르텍스                  | 1-3              | 티라나              | 1-1              | 0-2              |
| 디나모 티라나             | 1-5              | CSKA 소피아         | 0-1              | 1-4              |
| 코페르                    | 0-6              | 리텍스 로베치       | 0-1              | 0-5              |
| FK 사라예보               | 5-0              | 레인저스            | 3-0              | 2-0              |
| 오라즈예                  | 0-7              | 돔잘레              | 0-2              | 0-5              |
| 하이버니언스              | 1-9              | 디나모 부쿠레슈티   | 0-4              | 1-5              |
| APOEL                     | 7-1              | 무라타              | 3-1              | 4-0              |
| 리예카                    | 3-4              | 오모니아            | 2-2              | 1-2              |
| 로코모티프 소피아         | 3-1              | FK 마케도니아       | 2-0              | 1-1              |
| 바르다르                  | 2-7              | 루셀라레            | 1-2              | 1-5              |
| 라피드 부쿠레슈티         | 6-0              | 슬리마 원더러스     | 5-0              | 1-0              |
| 중앙-동부 지역            |                  |                     |                  |                  |
| 우이페슈트                | 1-4              | FC 파두츠           | 0-4              | 1-0              |
| 짐브루 키시너우           | 3-2              | FK 카라바흐         | 1-1              | 2-1(연장)        |
| 미카                      | 1-4              | BSC 영 보이스       | 1-3              | 0-1              |
| 비데오톤                  | (a)2-2           | 카이라트 알마티     | 1-0              | 1-2              |
| 자그웨비에 루빈           | 1-1(a)           | 디나모 민스크       | 1-1              | 0-0              |
| 카르반                    | 2-0              | 스파르타크 트르나바 | 1-0              | 1-0              |
| 아메리 트빌리시           | (a)2-2           | 바난츠              | 0-1              | 2-1              |
| 바테                      | 3-0              | 니스트루 오타키     | 2-0              | 1-0              |
| FC 바젤                   | 3-1              | 토볼                | 3-1              | 0-0              |
| 아르트메디아 브라티슬라바 | 3-2              | WIT 조지아          | 2-0              | 1-2              |
| 북부 지역                 |                  |                     |                  |                  |
| HJK 헬싱키                | 2-4              | 드로이다 유나이티드 | 1-1              | 1-3(연장)        |
| 브뢴뷔                    | 3-1              | 발루르              | 3-1              | 0-0              |
| 예플레                    | 1-2              | 흘라네흘리          | 1-2              | 0-0              |
| 죄네스 에슈               | 0-5              | 스콘토 리가         | 0-2              | 0-3              |
| 오트비다베리              | 7-0              | 에첼라 에텔부르크   | 4-0              | 3-0              |
| 벤츠필스                  | 4-1              | GI 괴타             | 2-1              | 2-0              |
| 글렌토런                  | 0-2              | 브란                | 0-1              | 0-1              |
| 라네르스                  | (a)2-2           | IA 아크라네스       | 1-0              | 1-2              |
| 포터다운                  | 1-4              | FBK 카우나스        | 1-3              | 0-1              |
| 릴                        | 1-2              | 수두바 마리얌폴레   | 0-0              | 1-2              |
| 레바디아 탈린             | 2-1              | 하카                | 2-0              | 0-1              |
| 스칼라 IF                 | 0-4              | IK 스타르트         | 0-1              | 0-3              |
| 륀 오슬로                 | 1-1(a)           | 플로라 탈린         | 1-1              | 0-0              |
| IFK 예테보리              | 0-2              | 데리 시티           | 0-1              | 0-1              |

### 2차 예선전
1차전은 2006년 8월 8일과 8월 10일에 열렸고, 2차전은 8월 24일에 열렸다.
| 팀 1                      | 합계             | 팀 2                | 1차전            | 2차전            |
| 남부-지중해 지역          | 남부-지중해 지역 | 남부-지중해 지역    | 남부-지중해 지역 | 남부-지중해 지역 |
| ------------------------- | ---------------- | ------------------- | ---------------- | ---------------- |
| APOEL                     | 1-2              | 트라브존스포르      | 1-1              | 0-1              |
| 하포엘 텔아비브1          | 4-2              | 돔잘레              | 1-2              | 3-0              |
| CSKA 소피아               | (a)1-1           | 하이두크 쿨라2      | 0-0              | 1-1(연장)        |
| 루셀라레                  | 2-6              | 에트니코스 아크나   | 2-1              | 0-5              |
| OFK 베오그라드2           | 2-5              | 오세르              | 1-0              | 1-5              |
| 디나모 부쿠레슈티         | 2-1              | 베이타르 예루살렘1  | 1-0              | 1-1              |
| 파르티잔2                 | 3-2              | 마리보르            | 2-1              | 1-1              |
| 사라예보                  | 1-2              | 라피드 부쿠레슈티   | 1-0              | 0-2              |
| 브네이 예후다 텔아비브1   | 0-6              | 로코모티프 소피아   | 0-2              | 0-4              |
| 오모니아                  | 1-2              | 리텍스 로베치       | 0-0              | 1-2              |
| 티라나                    | 1-5              | 카이세리스포르      | 0-2              | 1-3              |
| 중앙-동부 지역            |                  |                     |                  |                  |
| 아르트메디아 브라티슬라바 | 5-3              | 디나모 민스크       | 2-1              | 3-2              |
| 리트                      | 0-1              | 시옹                | 0-0              | 0-1              |
| 비데오톤                  | 1-3              | 그라스호퍼 클럽     | 1-1              | 0-2              |
| 카르반                    | 0-2              | 슬라비아 프라하     | 0-2              | 0-0              |
| 초르노모레츠 오데사       | (a)1-1           | 비스와 푸츠크       | 0-0              | 1-1              |
| 바젤                      | (a)2-2           | 파두츠              | 1-0              | 1-2              |
| 짐브루 키시너우           | 0-3              | 메탈루르흐 자포리자 | 0-0              | 0-3              |
| 마터스부르크              | 1-2              | 비스와 크라쿠프     | 1-1              | 0-1              |
| 헤르타 베를린             | 3-2              | 아메리 트빌리시     | 1-0              | 2-2              |
| 루빈 카잔                 | 5-0              | 바테                | 3-0              | 2-0              |
| BSC 영 보이스             | 3-3(a)           | 마르세유            | 3-3              | 0-0              |
| 북부 지역                 |                  |                     |                  |                  |
| IK 스타르트               | 1-13             | 드로이다 유나이티드 | 1-0              | 0-1(연장)        |
| 오덴세                    | 6-1              | 흘라네흘리          | 1-0              | 5-1              |
| 라네르스                  | 3-2              | 카우나스            | 3-1              | 0-1              |
| FC 트벤터                 | 1-2              | 레바디아 탈린       | 1-1              | 0-1              |
| 벤츠필스                  | 0-1              | 뉴캐슬 유나이티드   | 0-1              | 0-0              |
| 브란                      | 4-4(a)           | 오트비다베리        | 3-3              | 1-1              |
| 몰데                      | 2-1              | 스콘토 리가         | 0-0              | 2-1              |
| 플로라 탈린               | 0-4              | 브뢴비              | 0-0              | 0-4              |
| 수두바 마리얌폴레         | 2-7              | 클럽 브뤼헤         | 0-2              | 2-5              |
| 그레트나                  | 3-7              | 데리 시티4          | 1-5              | 2-2              |

1 2006년의 이스라엘과 레바논 갈등 때문에, UEFA는 이스라엘에서 또다른 조처가 있을 때까지 경기를 진행시킬 수 없었다. 하포엘 텔아비브의 홈경기는 네덜란드의 틸뷔르흐에서 진행하였고, 베이타르 예루살렘의 홈경기는 불가리아의 소피아에서 진행되었다. 그리고 브네이 예후다 텔아비브의 홈경기는 슬로바키아의 브라티슬라바 인근 지역인 세네츠에서 열렸다.
2 이 클럽들은 2005-06 시즌을 세르비아 몬테네그로의 UEFA컵 진출권을 따내어 출전하였지만, 현재는 세르비아 몬테네그로의 정식 계승국가인 세르비아의 클럽으로 출전하였다.
3 합계 1-1, 원정 다득점도 동일하여 승부차기를 실시하여 11-10으로 스타르트가 승리하였다.
4 데리 시티는 북아일랜드 지역팀이지만 아일랜드의 축구 리그에서 활동하고 있다. 이 아일랜드의 국기는 데리 시티가 북아일랜드 연고팀이지만 아일랜드리그에서 활동하고 있기 때문에 기록을 위해 붙이는 것이다.

## 1회전
1차전은 2006년 9월 14일에 열렸고, 2차전은 9월 28일에 열렸다.
| 팀 1                      | 합계   | 팀 2                | 1차전 | 2차전     |
| ------------------------- | ------ | ------------------- | ----- | --------- |
| 초르노모레츠 오데사       | 1-4    | 하포엘 텔아비브5    | 0-1   | 1-3       |
| 스포르팅 브라가           | 3-2    | 키에보              | 2-0   | 1-2(연장) |
| 레바디아 탈린             | 1-3    | 뉴캐슬 유나이티드   | 0-1   | 1-2       |
| 몰데                      | 0-2    | 레인저스            | 0-0   | 0-2       |
| 스탕다르 리에주           | 0-4    | 셀타 비고           | 0-1   | 0-3       |
| 마카비 하이파5            | 4-2    | 리텍스 로베치       | 1-1   | 3-1       |
| 데리 시티                 | 0-2    | 파리 생제르맹       | 0-0   | 0-2       |
| 헤르타 베를린             | 2-3    | 오덴세              | 2-2   | 0-1       |
| 레기아 바르샤바           | 1-2    | 아우스트리아 빈     | 1-1   | 0-1       |
| 파나티나이코스            | 2-1    | 메탈루르흐 자포리자 | 1-1   | 1-0       |
| 로코모티브 모스크바       | 2-3    | 쥘터 바레험         | 2-1   | 0-2       |
| 허츠                      | 0-2    | 스파르타 프라하     | 0-2   | 0-0       |
| 페네르바체                | 5-1    | 라네르스            | 2-1   | 3-0       |
| 레드 불 잘츠부르크        | 2-4    | 블랙번 로버스       | 2-2   | 0-2       |
| 샬케 04                   | 2-3    | 낭시                | 1-0   | 1-3       |
| 에트니코스 아크나         | 1-3    | 랑스                | 0-0   | 1-3       |
| 슬로반 리베레츠           | 4-1    | 레드스타 베오그라드 | 2-0   | 2-1       |
| AZ                        | 4-3    | 카이세리스포르      | 3-2   | 1-1       |
| 루빈 카잔                 | 0-2    | 파르마              | 0-1   | 0-1       |
| 아트로미토스              | 1-6    | 세비야              | 1-2   | 0-4       |
| 아인트라흐트 프랑크푸르트 | 6-2    | 브뢴비              | 4-0   | 2-2       |
| 베식타시                  | 4-2    | CSKA 소피아         | 2-0   | 2-2(연장) |
| 비토리아 세투발           | 0-3    | 헤이렌베인          | 0-3   | 0-0       |
| 마르세유                  | 3-4    | 믈라다볼레슬라프    | 1-0   | 2-4       |
| 오트비다베리              | 0-8    | 그라스호퍼          | 0-3   | 0-5       |
| 라피드 부쿠레슈티         | 3-1    | 나시오날            | 1-0   | 2-1(연장) |
| 트라브존스포르6           | 2-2(a) | 오사수나            | 2-2   | 0-0       |
| 바젤                      | 7-2    | 라보트니치키        | 6-2   | 1-0       |
| 웨스트 햄 유나이티드      | 0-4    | 팔레르모            | 0-1   | 0-3       |
| 로코모티프 소피아         | 2-2(a) | 페예노르트          | 2-2   | 0-0       |
| 루좀베로크                | 1-2    | 클럽 브뤼헤         | 0-1   | 1-1       |
| 시옹                      | 1-3    | 바이어 레버쿠젠     | 0-0   | 1-3       |
| 파르티잔                  | 4-3    | 흐로닝언            | 4-2   | 0-1       |
| 스코다 크산티             | 4-8    | 디나모 부쿠레슈티   | 3-4   | 1-4       |
| 슬라비아 프라하           | 0-2    | 토트넘 홋스퍼       | 0-1   | 0-1       |
| IK 스타르트               | 2-9    | 아약스              | 2-5   | 0-4       |
| 아르트메디아 브라티슬라바 | 3-5    | 에스파뇰            | 2-2   | 1-3       |
| 비스와 크라쿠프           | 2-1    | 이라클리스          | 0-1   | 2-0(연장) |
| 리보르노                  | 3-0    | 파싱                | 2-0   | 1-0       |
| 디나모 자그레브           | 2-5    | 오세르              | 1-2   | 1-3       |

5 2006년의 이스라엘과 레바논의 분쟁 때문에, UEFA는 이스라엘에서의 유럽 대회 경기의 진행이 불가능하다고 판단하여 추가 조치가 있을 때까지 이스라엘에서의 경기를 금지하였다. 마카비 하이파의 9월 14일의 홈경기는 네덜란드의 네이메헌에서 진행되었다. 9월 15일에 UEFA는 경기 금지를 철회하고, 텔아비브 지역에서의 경기를 허가하였다. 따라서 하포엘 텔아비브는 9월 28일의 홈경기를 텔아비브에서 실시하게 되었다.
6 UEFA는 트라브존스포르의 9월 14일 홈경기를 무관중 경기로 실시하게 하였는데, 이는 지난 2차 예선전 때, 키프로스의 아포엘과의 홈경기 당시에 관중석에서 연기 폭탄에 불을 붙이고 이물질을 원정팬과 대기심에게 던졌기 때문이다. 트라브존스포르는 이에 대해 어필하였으나, 9월 13일에 UEFA는 이 어필을 받아들이지 않았다. 트라브존스포르의 이 벌칙은 무관중 경기를 포함하여, 또다른 사건이 향후 2년간 발생하지 않을 경우에 철회되는 것으로 연장되었다.

## 조별 리그

### A조
| 팀            | 승점 | 경기 | 승 | 무 | 패 | 득 | 실 | 차 |
| ------------- | ---- | ---- | -- | -- | -- | -- | -- | -- |
| 레인저스      | 10   | 4    | 3  | 1  | 0  | 8  | 4  | 4  |
| 마카비 하이파 | 7    | 4    | 2  | 1  | 1  | 5  | 4  | 1  |
| 리보르노      | 5    | 4    | 1  | 2  | 1  | 5  | 5  | 0  |
| 오세르        | 4    | 4    | 1  | 1  | 2  | 7  | 7  | 0  |
| 파르티잔      | 1    | 4    | 0  | 1  | 3  | 2  | 7  | -5 |

| 2006년 10월 19일 |     |               |
| 리보르노         | 2–3 | 레인저스      |
| 마카비 하이파    | 3–1 | 오세르        |
| 2006년 11월 2일  |     |               |
| 레인저스         | 2–0 | 마카비 하이파 |
| 파르티잔         | 1–1 | 리보르노      |
| 2006년 11월 23일 |     |               |
| 오세르           | 2–2 | 레인저스      |
| 마카비 하이파    | 1–0 | 파르티잔      |
| 2006년 11월 29일 |     |               |
| 파르티잔         | 1–4 | 오세르        |
| 리보르노         | 1–1 | 마카비 하이파 |
| 2006년 12월 14일 |     |               |
| 오세르           | 0–1 | 리보르노      |
| 레인저스         | 1–0 | 파르티잔      |

### B조
| 팀                | 승점 | 경기 | 승 | 무 | 패 | 득 | 실 | 차 |
| ----------------- | ---- | ---- | -- | -- | -- | -- | -- | -- |
| 토트넘 홋스퍼     | 12   | 4    | 4  | 0  | 0  | 9  | 2  | 7  |
| 디나모 부쿠레슈티 | 7    | 4    | 2  | 1  | 1  | 6  | 6  | 0  |
| 바이어 레버쿠젠   | 4    | 4    | 1  | 1  | 2  | 4  | 5  | -1 |
| 베식타시          | 3    | 4    | 1  | 0  | 3  | 4  | 7  | -3 |
| 클럽 브뤼헤       | 2    | 4    | 0  | 2  | 2  | 4  | 7  | -3 |

| 2006년 10월 19일  |     |                   |
| 베식타시          | 0–2 | 토트넘 홋스퍼     |
| 클럽 브뤼헤       | 1–1 | 바이어 레버쿠젠   |
| 2006년 11월 2일   |     |                   |
| 토트넘 홋스퍼     | 3–1 | 클럽 브뤼헤       |
| 디나모 부쿠레슈티 | 2–1 | 베식타시          |
| 2006년 11월 23일  |     |                   |
| 바이어 레버쿠젠   | 0–1 | 토트넘 홋스퍼     |
| 클럽 브뤼헤       | 1–1 | 디나모 부쿠레슈티 |
| 2006년 11월 29일  |     |                   |
| 디나모 부쿠레슈티 | 2–1 | 바이어 레버쿠젠   |
| 베식타시          | 2–1 | 클럽 브뤼헤       |
| 2006년 12월 14일  |     |                   |
| 바이어 레버쿠젠   | 2–1 | 베식타시          |
| 토트넘 홋스퍼     | 3–1 | 디나모 부쿠레슈티 |

### C조
| 팀              | 승점 | 경기 | 승 | 무 | 패 | 득 | 실 | 차  |
| --------------- | ---- | ---- | -- | -- | -- | -- | -- | --- |
| AZ              | 10   | 4    | 3  | 1  | 0  | 12 | 5  | 7   |
| 세비야          | 7    | 4    | 2  | 1  | 1  | 7  | 2  | 5   |
| 스포르팅 브라가 | 6    | 4    | 2  | 0  | 2  | 6  | 5  | 1   |
| 슬로반 리베레츠 | 5    | 4    | 1  | 2  | 1  | 6  | 7  | -1  |
| 그라스호퍼      | 0    | 4    | 0  | 0  | 4  | 3  | 15 | -12 |

| 2006년 10월 19일 |     |                 |
| AZ               | 3–0 | 스포르팅 브라가 |
| 슬로반 리베레츠  | 0–0 | 세비야          |
| 2006년 11월 2일  |     |                 |
| 스포르팅 브라가  | 4–0 | 슬로반 리베레츠 |
| 그라스호퍼       | 2–5 | AZ              |
| 2006년 11월 23일 |     |                 |
| 세비야           | 2–0 | 스포르팅 브라가 |
| 슬로반 리베레츠  | 4–1 | 그라스호퍼      |
| 2006년 11월 29일 |     |                 |
| 그라스호퍼       | 0–4 | 세비야          |
| AZ               | 2–2 | 슬로반 리베레츠 |
| 2006년 12월 14일 |     |                 |
| 세비야           | 1–2 | AZ              |
| 스포르팅 브라가  | 2–0 | 그라스호퍼      |

### D조
| 팀         | 승점 | 경기 | 승 | 무 | 패 | 득 | 실 | 차 |
| ---------- | ---- | ---- | -- | -- | -- | -- | -- | -- |
| 파르마     | 9    | 4    | 3  | 0  | 1  | 6  | 6  | 0  |
| 오사수나   | 7    | 4    | 2  | 1  | 1  | 7  | 4  | 3  |
| 랑스       | 4    | 4    | 1  | 1  | 2  | 5  | 5  | 0  |
| 오덴세     | 4    | 4    | 1  | 1  | 2  | 5  | 6  | -1 |
| 헤이렌베인 | 4    | 4    | 1  | 1  | 2  | 2  | 4  | -2 |

| 2006년 10월 19일 |     |            |
| 오사수나         | 0–0 | 헤이렌베인 |
| 오덴세           | 1–2 | 파르마     |
| 2006년 11월 2일  |     |            |
| 헤이렌베인       | 0–2 | 오덴세     |
| 랑스             | 3–1 | 오사수나   |
| 2006년 11월 23일 |     |            |
| 파르마           | 2–1 | 헤이렌베인 |
| 오덴세           | 1–1 | 랑스       |
| 2006년 11월 29일 |     |            |
| 랑스             | 1–2 | 파르마     |
| 오사수나         | 3–1 | 오덴세     |
| 2006년 12월 14일 |     |            |
| 파르마           | 0–3 | 오사수나   |
| 헤이렌베인       | 1–0 | 랑스       |

### E조
| 팀              | 승점 | 경기 | 승 | 무 | 패 | 득 | 실 | 차 |
| --------------- | ---- | ---- | -- | -- | -- | -- | -- | -- |
| 블랙번 로버스   | 10   | 4    | 3  | 1  | 0  | 6  | 1  | 5  |
| 낭시            | 7    | 4    | 2  | 1  | 1  | 7  | 4  | 3  |
| 페예노르트      | 5    | 4    | 1  | 2  | 1  | 4  | 5  | -1 |
| 비스와 크라쿠프 | 3    | 4    | 1  | 0  | 3  | 6  | 8  | -2 |
| 바젤            | 2    | 4    | 0  | 2  | 2  | 4  | 9  | -5 |

| 2006년 10월 19일 |     |                 |
| 비스와 크라쿠프  | 1–2 | 블랙번 로버스   |
| 바젤             | 1–1 | 페예노르트      |
| 2006년 11월 2일  |     |                 |
| 블랙번 로버스    | 3–0 | 바젤            |
| 낭시             | 2–1 | 비스와 크라쿠프 |
| 2006년 11월 23일 |     |                 |
| 페예노르트       | 0–0 | 블랙번 로버스   |
| 바젤             | 2–2 | 낭시            |
| 2006년 11월 30일 |     |                 |
| 낭시             | 3–0 | 페예노르트      |
| 비스와 크라쿠프  | 3–1 | 바젤            |
| 2006년 12월 13일 |     |                 |
| 페예노르트       | 3–1 | 비스와 크라쿠프 |
| 블랙번 로버스    | 1–0 | 낭시            |

### F조
| 팀              | 승점 | 경기 | 승 | 무 | 패 | 득 | 실 | 차 |
| --------------- | ---- | ---- | -- | -- | -- | -- | -- | -- |
| 에스파뇰        | 12   | 4    | 4  | 0  | 0  | 11 | 2  | 9  |
| 아약스          | 7    | 4    | 2  | 1  | 1  | 6  | 2  | 4  |
| 쥘터 바레험     | 6    | 4    | 2  | 0  | 2  | 9  | 11 | -2 |
| 스파르타 프라하 | 4    | 4    | 1  | 1  | 2  | 2  | 5  | -3 |
| 아우스트리아 빈 | 0    | 4    | 0  | 0  | 4  | 1  | 9  | -8 |

| 2006년 10월 19일 |     |                 |
| 아우스트리아 빈  | 1–4 | 쥘터 바레험     |
| 스파르타 프라하  | 0–2 | 에스파뇰        |
| 2006년 11월 2일  |     |                 |
| 쥘터 바레험      | 3–1 | 스파르타 프라하 |
| 아약스           | 3–0 | 아우스트리아 빈 |
| 2006년 11월 23일 |     |                 |
| 에스파뇰         | 6–2 | 쥘터 바레험     |
| 스파르타 프라하  | 0–0 | 아약스          |
| 2006년 11월 30일 |     |                 |
| 아약스           | 0–2 | 에스파뇰        |
| 아우스트리아 빈  | 0–1 | 스파르타 프라하 |
| 2006년 12월 13일 |     |                 |
| 에스파뇰         | 1–0 | 아우스트리아 빈 |
| 쥘터 바레험      | 0–3 | 아약스          |

### G조
| 팀                | 승점 | 경기 | 승 | 무 | 패 | 득 | 실 | 차 |
| ----------------- | ---- | ---- | -- | -- | -- | -- | -- | -- |
| 파나티나이코스    | 7    | 4    | 2  | 1  | 1  | 3  | 4  | -1 |
| 파리 생제르맹     | 5    | 4    | 1  | 2  | 1  | 6  | 4  | 2  |
| 하포엘 텔아비브   | 5    | 4    | 1  | 2  | 1  | 7  | 7  | 0  |
| 라피드 부쿠레슈티 | 4    | 4    | 0  | 4  | 0  | 3  | 3  | 0  |
| 믈라다볼레슬라프  | 3    | 4    | 0  | 3  | 1  | 2  | 3  | -1 |

| 2006년 10월 19일  |     |                   |
| 파나티나이코스    | 2–0 | 하포엘 텔아비브   |
| 라피드 부쿠레슈티 | 0–0 | 파리 생제르맹     |
| 2006년 11월 2일   |     |                   |
| 하포엘 텔아비브   | 2–2 | 라피드 부쿠레슈티 |
| 믈라다볼레슬라프  | 0–1 | 파나티나이코스    |
| 2006년 11월 23일  |     |                   |
| 파리 생제르맹     | 2–4 | 하포엘 텔아비브   |
| 라피드 부쿠레슈티 | 1–1 | 믈라다볼레슬라프  |
| 2006년 11월 30일  |     |                   |
| 믈라다볼레슬라프  | 0–0 | 파리 생제르맹     |
| 파나티나이코스    | 0–0 | 라피드 부쿠레슈티 |
| 2006년 12월 13일  |     |                   |
| 파리 생제르맹     | 4–0 | 파나티나이코스    |
| 하포엘 텔아비브   | 1–1 | 믈라다볼레슬라프  |

### H조
| 팀                | 승점 | 경기 | 승 | 무 | 패 | 득 | 실 | 차 |
| ----------------- | ---- | ---- | -- | -- | -- | -- | -- | -- |
| 뉴캐슬 유나이티드 | 10   | 4    | 3  | 1  | 0  | 4  | 1  | 3  |
| 셀타 비고         | 5    | 4    | 1  | 2  | 1  | 4  | 4  | 0  |
| 페네르바체        | 4    | 4    | 1  | 1  | 2  | 5  | 4  | 1  |
| 팔레르모          | 4    | 4    | 1  | 1  | 2  | 3  | 6  | -3 |
| 프랑크푸르트      | 3    | 4    | 0  | 3  | 1  | 4  | 5  | -1 |

| 2006년 10월 19일  |     |                   |
| 프랑크푸르트      | 1–2 | 팔레르모          |
| 뉴캐슬 유나이티드 | 1–0 | 페네르바체        |
| 2006년 11월 2일   |     |                   |
| 팔레르모          | 0–1 | 뉴캐슬 유나이티드 |
| 셀타 비고         | 1–1 | 프랑크푸르트      |
| 2006년 11월 23일  |     |                   |
| 페네르바체        | 3–0 | 팔레르모          |
| 뉴캐슬 유나이티드 | 2–1 | 셀타 비고         |
| 2006년 11월 30일  |     |                   |
| 셀타 비고         | 1–0 | 페네르바체        |
| 프랑크푸르트      | 0–0 | 뉴캐슬 유나이티드 |
| 2006년 12월 13일  |     |                   |
| 페네르바체        | 2–2 | 프랑크푸르트      |
| 팔레르모          | 1–1 | 셀타 비고         |

## 토너먼트

### 32강전
1차전은 2007년 2월 14일과 2월 15일에 열렸고, 2차전은 2월 22일에 열렸다.
| 팀 1                  | 합계   | 팀 2              | 1차전 | 2차전     |
| --------------------- | ------ | ----------------- | ----- | --------- |
| 쥘터 바레험           | 1-4    | 뉴캐슬 유나이티드 | 1-3   | 0-1       |
| 스포르팅 브라가       | 2-0    | 파르마1           | 1-0   | 1-0       |
| 랑스                  | 3-1    | 파나티나이코스    | 3-1   | 0-0       |
| 바이어 레버쿠젠       | 3-2    | 블랙번 로버스     | 3-2   | 0-0       |
| 하포엘 텔아비브       | 2-5    | 레인저스          | 2-1   | 0-4       |
| 리보르노1             | 1-4    | 에스파뇰          | 1-2   | 0-2       |
| 페예노르트2           | 기권승 | 토트넘 홋스퍼     | -     | -         |
| 페네르바체            | 5-5(a) | AZ                | 3-3   | 2-2       |
| 베르더 브레멘         | 4-3    | 아약스            | 3-0   | 1-3       |
| 스파르타크 모스크바   | 2-3    | 셀타 비고         | 1-1   | 1-2       |
| CSKA 모스크바         | 0-1    | 마카비 하이파     | 0-0   | 0-1       |
| AEK 아테네            | 0-4    | 파리 생제르맹     | 0-2   | 0-2       |
| 벤피카                | 3-1    | 디나모 부쿠레슈티 | 1-0   | 2-1       |
| 스테아우아 부쿠레슈티 | 0-3    | 세비야            | 0-2   | 0-1       |
| 샤흐타르 도네츠크     | 2-1    | 낭시              | 1-1   | 1-0       |
| 보르도                | 0-1    | 오사수나          | 0-0   | 0-1(연장) |

1 2월 7일, 이탈리아 정부는 파르마와 리보르노의 홈경기장이 2007년에 시실리에서 열린 세리에 A 경기에서의 폭동으로 인하여 결정된 요구에 맞지 않는다고 판결하였다. 리보르노는 홈경기를 2월 14일에 무관중으로 치렀고, 파르마는 2월 22일에 무관중 경기를 치렀다.
2 1월 19일, UEFA는 페예노르트와 AS 낭시와의 조별리그 마지막 경기에서 페예노르트 관중들의 무례한 행동으로 인하여 대회에서 제외되었다고 선언하였다. UEFA는 1월 25일에 토트넘 홋스퍼가 기권승으로 올라갔다고 발표하였다.

### 16강전
1차전은 2007년 3월 8일에 열렸고, 2차전은 3월 14일과 3월 15일에 열렸다.
| 팀 1              | 합계   | 팀 2              | 1차전 | 2차전     |
| ----------------- | ------ | ----------------- | ----- | --------- |
| 뉴캐슬 유나이티드 | 4-4(a) | AZ                | 4-2   | 0-2       |
| 마카비 하이파     | 0-4    | 에스파뇰          | 0-0   | 0-4       |
| 레인저스          | 1-2    | 오사수나          | 1-1   | 0-1       |
| 스포르팅 브라가   | 4-6    | 토트넘 홋스퍼     | 2-3   | 2-3       |
| 세비야            | 5-4    | 샤흐타르 도네츠크 | 2-2   | 3-2(연장) |
| 랑스              | 2-4    | 바이어 레버쿠젠   | 2-1   | 0-3       |
| 파리 생제르맹     | 3-4    | 벤피카            | 2-1   | 1-3       |
| 셀타 비고         | 0-3    | 베르더 브레멘     | 0-1   | 0-2       |

### 8강전
1차전은 2007년 4월 5일에 열렸고, 2차전은 4월 12일에 열렸다.
| 팀 1            | 합계 | 팀 2          | 1차전 | 2차전 |
| --------------- | ---- | ------------- | ----- | ----- |
| AZ              | 1-4  | 베르더 브레멘 | 0-0   | 1-4   |
| 바이어 레버쿠젠 | 0-4  | 오사수나      | 0-3   | 0-1   |
| 세비야          | 4-3  | 토트넘 홋스퍼 | 2-1   | 2-2   |
| 에스파뇰        | 3-2  | 벤피카        | 3-2   | 0-0   |

### 준결승전
1차전은 2007년 4월 26일에 열렸고, 2차전은 5월 3일에 열렸다.
| 팀 1     | 합계 | 팀 2          | 1차전 | 2차전 |
| -------- | ---- | ------------- | ----- | ----- |
| 에스파뇰 | 5-1  | 베르더 브레멘 | 3-0   | 2-1   |
| 오사수나 | 1-2  | 세비야        | 1-0   | 0-2   |

### 결승전
결승전은 2007년 5월 16일, 스코틀랜드의 글래스고에 위치한 햄던 파크에서 개최되었다.
| 에스파뇰                                       | 2 – 2 (연장) | 세비야                                                 |
| ---------------------------------------------- | ------------ | ------------------------------------------------------ |
| 리에라 28′ · 호나타스 115′                     | (리포트)     | 아드리아누 18′ · 카누테 105′                           |
| 승부차기                                       |              |                                                        |
| 루이스 가르시아 · 판디아니 · 호나타스 · 토레용 | 1 – 3        | 카누테 · 드라구티노비치 · 다니에우 아우베스 · 푸에르타 |

| 2006-07년 UEFA컵 우승 |
| --------------------- |
|                       |
| 세비야 FC 2번째 우승  |

## 같이 보기
- 2006-07년 UEFA 챔피언스리그
- 2006년 UEFA 인터토토컵
- 2007년 UEFA 슈퍼컵